# Manuel Romero
Pour les articles homonymes, voir Romero.
Manuel Romero, né le 21 septembre 1891 à Buenos Aires et mort le 3 octobre 1954 à Buenos Aires, est un réalisateur, dramaturge, scénariste et compositeur argentin. Il a écrit et réalisé plus de 50 films entre 1931 et 1951, et composé la musique de plusieurs d'entre-eux. C'est un des réalisateurs argentins les plus prolifiques et les plus populaires des années 1930.

## Biographie
Alors qu'il est adolescent il travaille pour des journaux à Buenos Aires. Il écrit sa première pièce en 1919, et écrit également des paroles pour des chansons de tango. Il a été formé aux techniques du cinéma en France aux studios Paramount de Joinville, où il tourne ses premiers films. Il y dirige aussi le chanteur argentin Carlos Gardel. Il retourne en Argentine où il réalise Noches de Buenos Aires qui rencontre un grand succès. Il prépare le film El Caballo del Pueblo pour Carlos Gardel, mais celui-ci meurt dans un accident en 1935, et est remplacé par J-C. Thorry. Son succès est tel que ses producteurs lui demandent de réaliser jusqu'à six films par an. Il a notamment influencé Francisco Múgica qui a travaillé comme opérateur et monteur pour lui.

## Filmographie

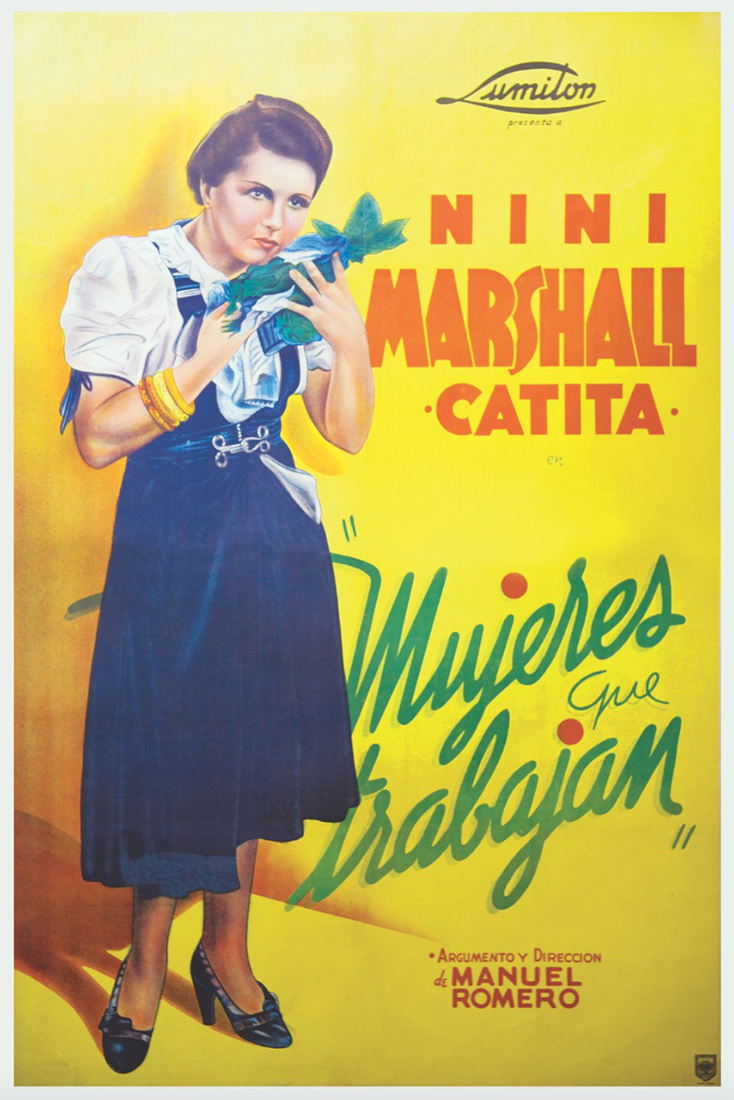
Affiche du film Mujeres que trabajan (1938).

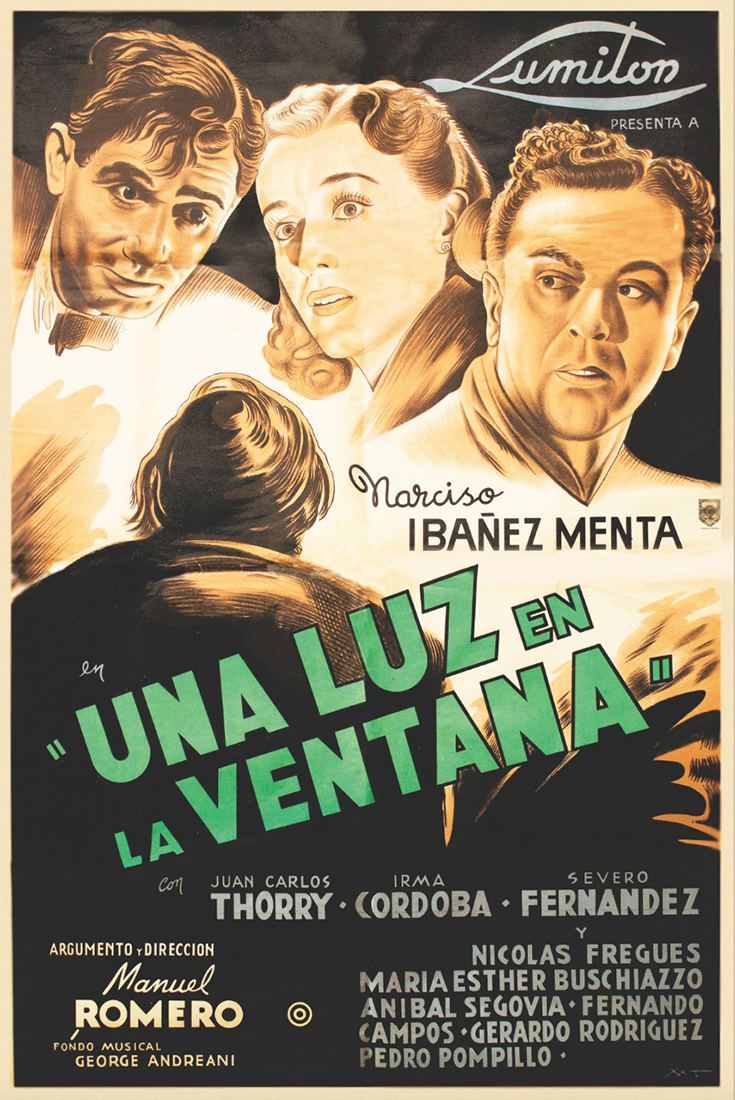
Affiche de Una luz en la ventana (1942).

- 1931 The Pure Truth
- 1932 When Do You Commit Suicide?
- 1935 Noches de Buenos Aires (es)
- 1935 The Favorite
- 1936 Don Quijote del altillo (es)
- 1936 La muchachada de a bordo
- 1936 Radio Bar
- 1937 El cañonero de Giles
- 1937 La muchacha del circo
- 1937 La vuelta de Rocha
- 1937 Fuera de la ley (es)
- 1937 Los muchachos de antes no usaban gomina (es)
- 1938 La rubia del camino
- 1938 Three Argentines in Paris
- 1938 Mujeres que trabajan (en)
- 1939 Gente bien (Affluent People)
- 1939 Muchachas que estudian (College Girls)
- 1939 Divorce in Montevideo
- 1939 La vida es un tango
- 1939 The Model and the Star
- 1940 Carnaval de antaño
- 1940 Isabelita
- 1940 Los muchachos se divierten
- 1940 Honeymoon in Rio
- 1940 Casamiento en Buenos Aires (en)
- 1941 El tesoro de la isla Maciel
- 1941 I Want to Be a Chorus Girl
- 1941 Un bebé de París
- 1941 You Are My Love
- 1942 Una luz en la ventana (A Light in the Window)
- 1942 Elvira Fernández, vendedora de tiendas
- 1942 Historia de crímenes (Tale of Crimes)
- 1942 Ven mi corazón te llama (When My Heart Calls)
- 1943 El fabricante de estrellas
- 1943 La calle Corrientes
- 1944 Hay que casar a Paulina
- 1946 Adiós pampa mía
- 1946 El diablo andaba en los choclos
- 1947 Christmas with the Poor
- 1948 El rey del cabaret
- 1948 La rubia Mireya
- 1948 Porteña de corazón
- 1948 The Tango Returns to Paris
- 1949 Morir en su ley
- 1949 Mujeres que bailan
- 1949 La historia del tango (The Story of the Tango)
- 1949 Un tropezón cualquiera da en la vida
- 1950 Juan Mondiola
- 1950 Valentina
- 1951 Arriba el telón o el patio de la morocha
- 1951 Derecho viejo
- 1951 The Fan
- 1953 Ue... paisano!